# 滋賀縣立大學
滋賀縣立大學（日语：滋賀県立大学／しがけんりつだいがく）是本部位於日本滋賀縣的一所公立大學，設置於1995年。

## 沿革
- 1995年 設校，設置有環境科學部、工學部、人間文化學部。
- 2003年 設置人間護理學部。
- 2006年 法人化。

## 教育及研究

### 學部
- 環境科學部
  - 環境生態學科
  - 環境政策規劃學科
  - 環境建築設計學科
  - 生物資源管理學科
- 工學部
  - 材料科學科
  - 機械系統工學科
  - 電子系統工學科
- 人類文化學部
  - 地域文化學科
  - 生活設計學科
  - 生活營養學科
  - 人類關係學科
  - 國際交流學科
- 人類護理學部
  - 人類護理學科

### 大學院
- 環境科學研究科
  - 環境動態學專攻
  - 環境規劃學專攻
- 工學研究科
  - 材料科學專攻
  - 機械系統工學專攻
- 人類文化學研究科
  - 地域文化學專攻
  - 生活文化學專攻
- 人類護理學研究科
  - 人類護理學專攻

## 國際交流協定
- 蒙古國
  - 蒙古國立大學
- 美國
  - 密西根州立大學
  - Lake Superior State University
- 中國
  - 湖南師範大學
  - 湖南農業大學
- 韓國
  - 培材大學
  - 國民大學

## 外部連結
（日語）滋賀縣立大學 （页面存档备份，存于）